# Rorate caeli
«Rorate caeli» (укр. Небеса, злийте згори росу) — це початкові слова Ісаї 45:8 у Вульгаті. Текст з'являється в кількох місцях християнської літургії під час Адвенту. Згідно з інципітом, це переважно пісня, призначена для Адвенту, яка присвячена таємниці Боговтілення та Пресвятій Богородиці, Матері Божій. Спочатку це був інтройт середи після третьої неділі Адвенту, який міститься у фонді давнього римського співу, церковного співу, який практикувався у Святому Престолі. Є свої варіанти антифону, також його парафрази з кількома розвинутими віршами. Як і раніше в римському обряді, Rorate cæli все ще співається під час Адвенту. Роратна меса, з іншого боку, — це вотивна меса, яка співається під час Адвенту, як правило відправляється на світанку, але лише при світлі свічок.

## Текст Інтройту

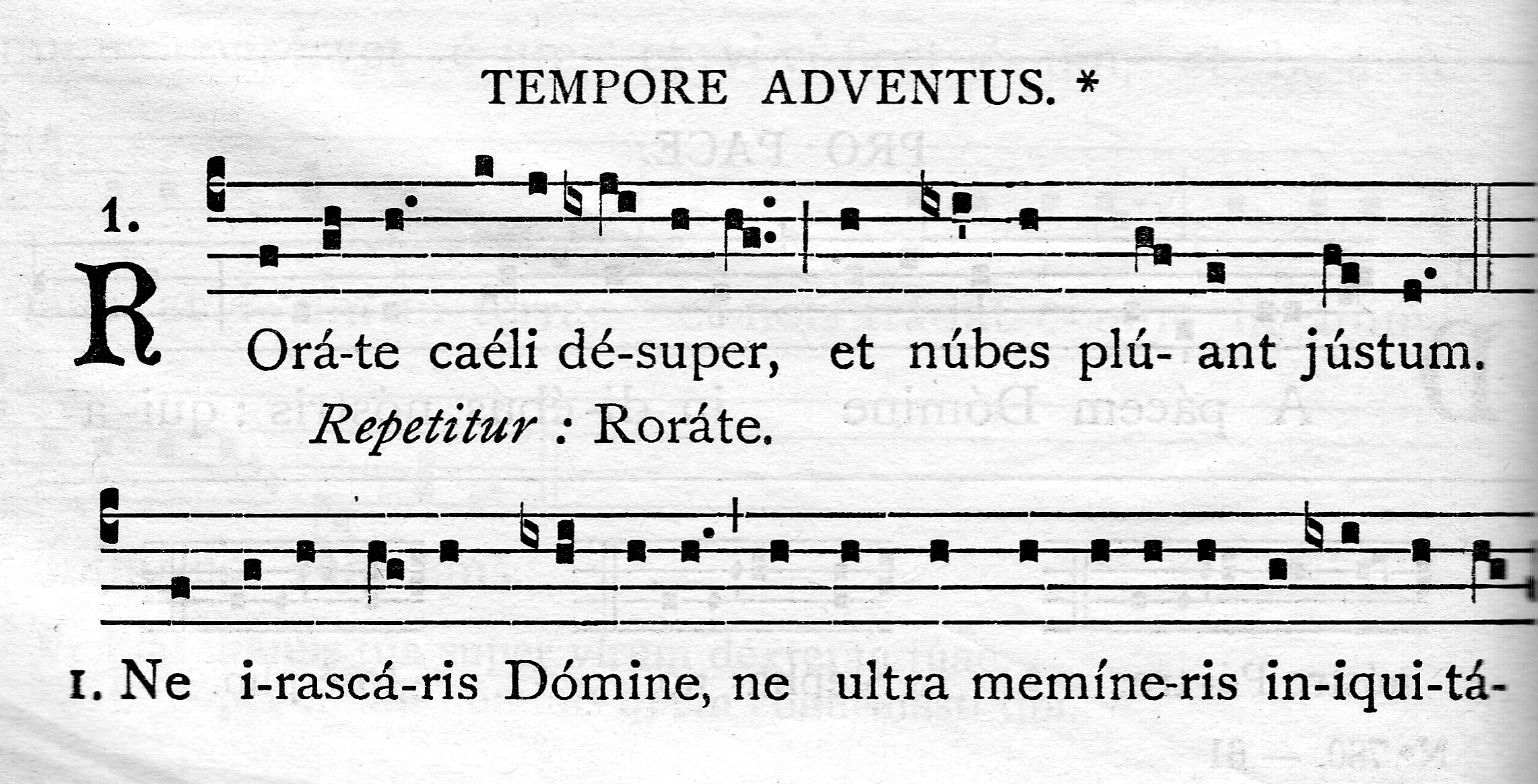
Початок співу у Liber Usualis

| Латина                                                                                               | Українською |
| --- | --- |
| Rorate caeli desuper, et nubes pluant iustum: aperiatur terra, et germinet Salvatorem. (Is 45:8 Vul) | Розлийте, небеса, згори росою правду, і нехай хмари дощем її виллють! Нехай відчиниться земля і дасть спасіння, і нехай виростить разом справедливість! (Іс 45:8) |

## Проза Адвенту
У сімнадцятому столітті Rorate caeli було перетворено в гімн, що поєднує традиційний текст з іншими уривками зі Святого Письма, які використовувалися в літургії Адвенту. Найдавніша відома версія міститься в Oratorian Officia Propria (1673); він також з'являється у французьких єпархіальних обрядах, таких як Руанська процесіонал 1729 і 1763 років.
| Латина | Українською |
| --- | --- |
| Приспів: Rorate caeli desuper, et nubes pluant justum. | Пр: Розлийте, небеса, згори росою правду, і нехай хмари дощем її виллють! |
| Ne irascaris Domine, ne ultra memineris iniquitatis: ecce civitas Sancti facta est deserta: Sion deserta facta est: Jerusalem desolata est: domus sanctificationis tuae et gloriae tuae, ubi laudaverunt te patres nostri. — Пр | Не гнівайся без міри, о Господи! Не згадуй злочину повсякчасно! Міста твої святі опустіли; Сіон став порожній, Єрусалим — безлюдний. Храм наш святий та славний, де тебе батьки наші прославляли. (Іс 64:8-10)– Пр |
| Peccavimus, et facti sumus tamquam immundi nos, et cecidimus quasi folium universi: et iniquitates nostrae quasi ventus abstulerunt nos: abscondisti faciem tuam a nobis, et allisisti nos in manu iniquitatis nostrae. — Пр    | Всі ми були, немов нечисті, немов забруднена одежа усі ми пов'яли, мов те листя гріхи наші нас несуть геть, наче вітер. ти сховав від нас твоє обличчя і видав нас у руки злочинів наших.(Іс 64:5-6) — Пр          |
| Vide Domine afflictionem populi tui, et mitte quem missurus es: emitte Agnum dominatorem terrae, de Petra deserti ad montem filiae Sion: ut auferat ipse jugum captivitatis nostrae. — Пр                                       | Зглянься, Господи, на горе народу Твого, і надішли те, що ти хочеш надіслати. Пошліть ягнята господареві краю, Скелі, що в пустині, на гору дочки Сіону, щоб зняти ярмо нашої неволі. — Пр                         |
| Consolamini, consolamini, popule meus: cito veniet salus tua: quare maerore consumeris, quia innovavit te dolor? Salvabo te, noli timere, ego enim sum Dominus Deus tuus, Sanctus Israël, Redemptor tuus. — Пр                  | Утіште, утіште народ мій,! Твоє спасіння скоро прийде. чому з'їдаєш себе в горі, тому що твій біль відновився? Я врятую тебе, не бійся. бо Я Господь, Бог ваш, Святий Ізраїлів, твій Викупитель. — Пр              |